# Lambda Herculis
Désignations
Lambda Herculis (λ Herculis, abrégée λ Her), appelée également Maasym, est une étoile géante de la constellation d'Hercule. Sa magnitude apparente est de 4,41. D'après la mesure de sa parallaxe annuelle par le satellite Gaia, l'étoile est située à environ 393 années-lumière de la Terre.

## Noms traditionnels
Lambda Herculis porte le nom traditionnel Maasym, qui signifie « poignet ». En 2016, l'Union astronomique internationale a organisé un groupe de travail sur le nom des étoiles (IAU Working Group on Star Names ou WGSN) pour cataloguer et standardiser les noms propres des étoiles. Le groupe de travail a approuvé le nom Maasym pour cette étoile le 12 septembre 2016 et celui-ci est maintenant entré dans le Catalogue UAI des noms d'étoiles.
En chinois, 天市左垣 (Tiān Shì Zuǒ Yuán), signifiant Mur gauche de l'enceinte du marché céleste, fait référence à un astérisme qui représente sept anciens états de Chine et qui constitue le mur gauche de l'enceinte, constitué de Lambda Herculis, Delta Herculis, Mu Herculis, Omicron Herculis, 112 Herculis (en), Zeta Aquilae, Theta1 Serpentis, Eta Serpentis, Nu Ophiuchi, Xi Serpentis et Eta Ophiuchi. Par conséquent, Lambda Herculis elle-même est appelée 天市左垣二 (Tiān Shì Zuǒ Yuán èr, la deuxième étoile du mur gauche de l'enceinte du marché céleste), et représente l'état Zhao (ou Chaou (趙),), avec 26 Capricorni et 27 Capricorni (it) ("m Capricorni" dans le livre de R.H. Allen) dans l'astérisme des Douze États.

## Propriétés
Lambda Herculis est une étoilée géante rouge évoluée de type spectral K3,5III.
In 1783, l'astronome anglais William Herschel découvrit que le Système solaire se dirige, dans son ensemble, dans une direction proche de la position de Lambda Herculis dans le ciel,.